# 夸恩施泰特
夸恩施泰特是德国石勒苏益格－荷尔斯泰因州的一个市镇。总面积10.59平方公里，总人口429人，其中男性207人，女性222人（2011年12月31日），人口密度41人/平方公里。